# Akira Ryō
Akira Ryō 梁 明 (Hyogo, 20 de outubro de 1967) é um ex-motociclista japonês.